# 芸能タレント通達
芸能タレント通達（げいのうタレントつうたつ）、昭和63年7月30日基収355号とは、日本において労働省（現在の厚生労働省）が1988年（昭和63年）に発した通達で「芸能人の労働者性」の判断基準を示したものである。人気のある年少芸能人の夜間・深夜における業務を事実上解禁したものであり、光GENJI通達とも俗称される。

## 概説
1988年当時、人気の絶頂にあった男性アイドルグループ「光GENJI」は、たびたび夜の生放送番組に出演していた。しかしながら、当時の光GENJIには15歳未満のメンバーが2人（赤坂晃・佐藤敦啓）いたため、彼らの活動が「満15歳に達した日以後の最初の3月31日が終了するまで」の者の深夜業を禁止した労働基準法第61条5項に抵触するのではないかと疑義が出された。労働基準監督署が同年6月に光GENJIの所属するジャニーズ事務所へ調査に入った結果、「報酬面」「税法上の取り扱い」「事業所所得として課税されている」などの実態から見て、光GENJIのメンバーは「（労働基準法上の）労働者とは認められない」（=労働基準法は適用されない）という判断を下した。
これに先立ち、1985年（昭和60年）、労働基準法研究会（労働省内の研究会）の報告「労働基準法の『労働者』の判断基準について」が出されている。同報告によれば「労働者性」の有無は「使用される＝指揮監督下の労働」という労務提供の形態及び「賃金支払」という報酬の労務に対する対償性、すなわち報酬が提供された労務に対するものであるかどうかということによって判断され、そのうえで「専属度」「収入額」などの諸要素をも考慮して、総合判断することによって「労働者性」の有無を判断することとなっている。この報告は芸能タレントに限ったものではないが、「労働者性」について包括的な判断基準を示している。現在においても芸能タレントの芸能プロダクションとの間における労働者性についての判断基準は基本的にこの報告に拠っている。
こうした背景があり、労働省は都道府県労働基準局からの問いに回答する形で1988年7月30日に通達を発出した。これがいわゆる「芸能タレント通達」である。

### 「労働者」に該当しない4要件
1985年の報告を念頭に以下の4要件を全て満たす者は、労働基準法第9条の「労働者」に該当しないとするものである。
1. 当人の提供する歌唱、演技等が基本的に他人によって代替できず、芸術性、人気等当人の個性が重要な要素となっていること。
2. 当人に対する報酬は、稼働時間に応じて定められるものではないこと。
3. リハーサル、出演時間等スケジュールの関係から時間が制約されることはあっても、プロダクション等との関係では時間的に拘束されることはないこと。
4. 契約形態が雇用契約でないこと。

労働基準法第9条の「労働者」に該当しないとなれば、労働基準法で定める種々の規制（労働時間、深夜業を含む年少者保護等）は適用されないので、これらの条項にとらわれずに活動することができる。

## 運用状況
もっとも、人気や個性といったものは、画一的な基準で測れるものではなく、通達発出後も実際の芸能タレントが「労働者」に該当するか否かは、その都度個々の事情に応じてケースバイケースで判断するしかない。「SMAP」や「SPEED」、「モーニング娘。」は「労働者」に該当しないとされた一方、1999年（平成11年）12月に当時15歳の大森玲子（早生まれで同年4月1日以前に15歳を迎えているため出演は可能）が深夜の生放送ラジオ番組「オレたちやってま〜す」に出演したところ、所属事務所ホリプロと毎日放送（MBS）の関係者が書類送検されている。所属事務所と放送局の関係者は当該タレントを「表現者に該当する」と考えていたが、労働基準監督署は労働者であると判断した。この判断については国会でも取り上げられ、当該タレントについて「余り売り出しがまだできていないような方」「労働基準法上の問題に抵触する可能性がございました」としている。
こうした事例などが契機となり、現在では各放送局ともに概ね「たとえ“表現者に該当する人”であっても、15歳未満の芸能人は21時以降に生出演させない」という自主規制を定めている。
特区・規制改革の流れの中、2004年（平成16年）に通達が発出され、「演劇の事業に使用される児童」については、労働基準法第61条5項の「厚生労働大臣が必要と認める場合」として、当分の間「午後8時から午前5時まで」を「午後9時から午前6時」とすることとなった（平成16年11月22日基発1122001号）。